# Хуса Медин паша джамия
Хуса Медин паша джамия или Хуса Мединпашината джамия (на македонска литературна норма: Хуса Медин паша џамија, Хуса Медин-пашината џамија) е недействащ мюсюлмански храм в град Щип, в източната част на Северна Македония.

## История
Джамията е изградена на рид, в местността Свети Илия южната махала на града на левия бряг на Брегалница. Местна легенда твърди, че джамията е стара църква, посветена на Свети Илия, от XIII – XIV век, но това се отхвърля от историка Коста Балабанов. Джамията е изградена в XVII век от Хуса Медин паша, която я прави вакъф. До нея е и гробът му. Евлия Челеби, който в 1662 година минава през Щип, казва, че Щип имал 24 джамии, като на първо място е Фетхия джамия, която при завоеванието е била църква и с добавянето на михраб става джамия. След това Евлия Челеби споменава джамията на Мурат хан Завоевателя, за която казва, че се казва и Орта джамия и е дървена сграда. Изрично споменава и Хуса Медин паша джамия, която според него е изкусно изградена, с каменно минаре и оловен покрив.
Брегалнишката митрополия нарича сградата църква „Свети Илия“. В 2006 година митрополит Агатангел Брегалнишки предявява претенции към имота, тъй като джамията е всъщност преустроена църква и никога не се е употребявала от мюсюлманското население е била изключително за употреба от пашата. Държавата обаче дава имота на Ислямското вероизповедание в Северна Македония.

## Архитектура
В архитектурно отношение сградата е с типич представител на ранноцариградската османска джамийна архитектура – еднопространствена, квадратна сграда със страна 9,1 m, с полукръгъл купол на шестостранен барабан, който лежи директно върху четирите странични стени и отворен трем на четири мраморни стълба с три малки ниски купола, типичен за архитектурата на XVI век. Двете вътрешни колони са от целен мрамор с декоративни капители, а външните са от бял мрамор с форма на турски триъгълници. Арките на куполите са изградени с редуване на червени и бели каменни блокове. Такава декорация, типична за османските сгради от първата половина на XVI век, има и на главния вход на север, както и на прозорците от страната на входа.
Минарето е на западната страна на и е правоъгълно. Градено е от зелен пясъчник от Щипско. Най-вероятно е недовършено, без шерефе и кюлаф. Във вътрешността му има каменни стъпала.
В интериора джамията се отличава с осмоъгълния си, плитко засводен михраб от южната страна, чиято форма, позната още от XIV век е под влияние на късновизантийската архитектура. В северния ъгъл в интериора е имало махвил за молитва на жените, като от него са запазени само каменните стълби на стената. На юг има следи от минбара. Осветлението става през три реда прозорци, които са засводени и са от обработени каменни блокове.
Южно от джамията е разположено тюрбето на шейх Мухюдин Руми Баба.